# Iani Chaos
Lo Iani Chaos è una struttura geologica della superficie di Marte.